# جيمس هوفر
جيمس هوفر (بالإنجليزية: James Hoover) هو مهندس الصوت أمريكي، ولد في 28 فبراير 1971.

## وصلات خارجية
- جيمس هوفر على موقع ميوزك برينز (الإنجليزية)
- جيمس هوفر على موقع أول ميوزيك (الإنجليزية)
- جيمس هوفر على موقع ديسكوغز (الإنجليزية)